# George Gerbner

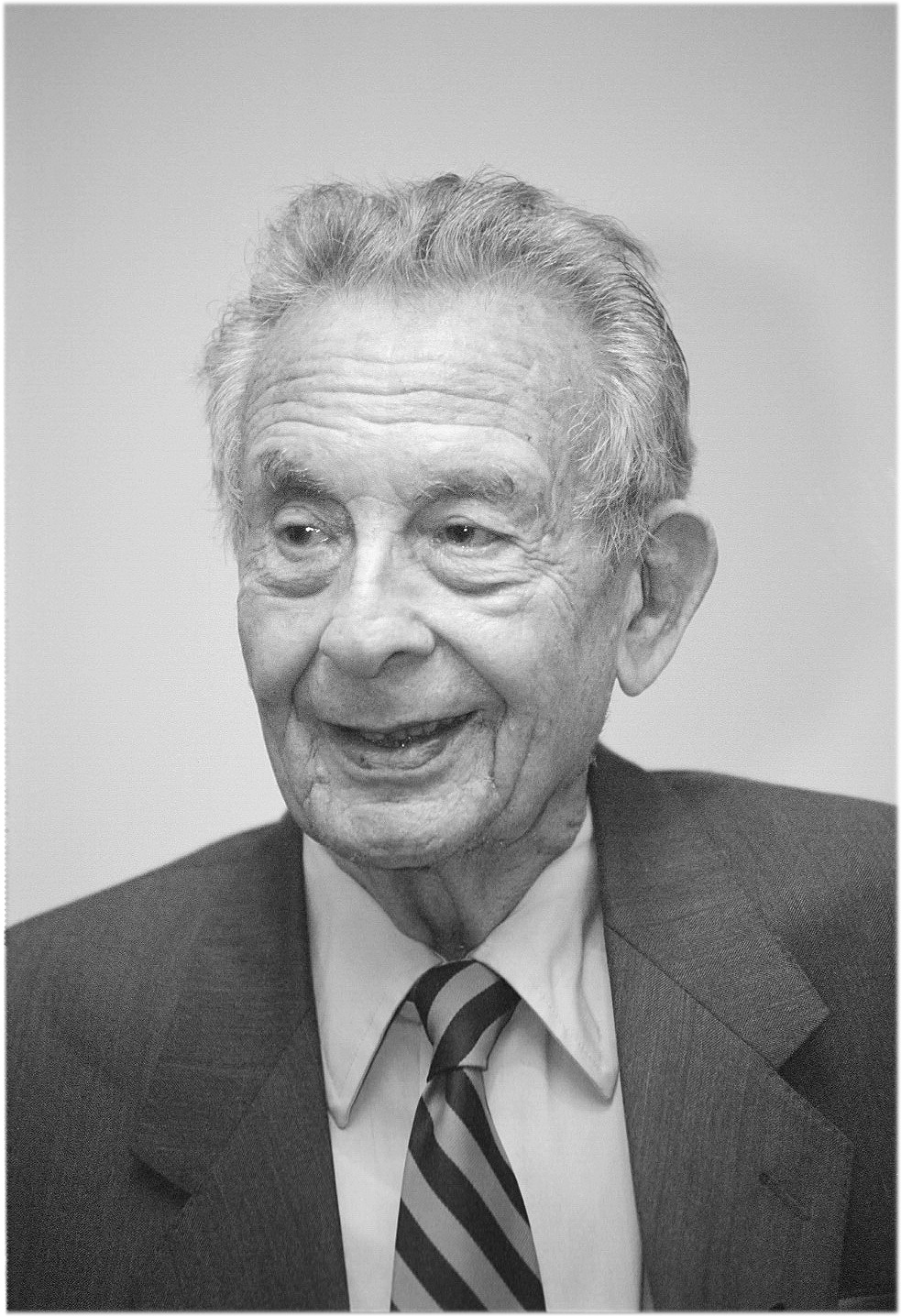
George Gerbner

George Gerbner (* 8. August 1919 in Budapest; † 24. Dezember 2005 in Philadelphia) war ein ungarisch-amerikanischer Kommunikationswissenschaftler und Dichter. Er gilt als Begründer der Kultivierungsanalyse.

## Leben
Er emigrierte 1939 von Ungarn in die Vereinigten Staaten, wo er 1942 von der UC Berkeley einen B.A. in Journalismus erwarb. 1943 trat er der United States Army bei, wo er mit dem Dienstgrad First Lieutenant entlassen wurde. Danach arbeitete er als freier Autor und Lehrbeauftragter für Journalismus am El Camino College, wo er 1951 seinen M.A. erwarb. 1955 promovierte er in Kommunikationswissenschaft an der University of Southern California (Thema Toward a General Theory of Communication).
Von 1964 bis 1989 war er Dekan der Annenberg School for Communication der University of Pennsylvania.